# Jacobo Langsner
Jacobo Langsner (n. 23 iunie 1927, Romuli, România – d. 10 august 2020, Buenos Aires, Argentina) a fost un dramaturg și scriitor uruguayan.

## Opere
- Esperando la carroza
- El tobogán
- De mis amores
- Damas y caballeros